# Verissimo
Verissimo è un programma televisivo italiano di genere talk show, rotocalco e costume, in onda su Canale 5 dal 16 settembre 1996. Dal 1996 al 2005 era stato condotto da Cristina Parodi (sostituita da Marco Liorni nel 1997, da Rosa Teruzzi e dalla Corbi nel 2001), nel 2005 da Benedetta Corbi e da Giuseppe Brindisi, nel 2006 da Paola Perego, mentre dal 23 settembre dello stesso anno la conduzione è passata a Silvia Toffanin. Il programma è giunto alla ventinovesima edizione e viene trasmesso ogni sabato e domenica dalle 16:30 alle 18:45.

## Il programma
Il programma, ideato da Gregorio Paolini e a cura della redazione del TG5, è nato come rotocalco di approfondimento quotidiano in onda dal lunedì al venerdì nella fascia pomeridiana di Canale 5, proponendo notizie di cronaca nera, bianca e rosa (da qui il sottotitolo Tutti i colori della cronaca, utilizzato fino al 14 maggio 2011).
Nelle prime dieci edizioni, andate in onda dal 16 settembre 1996 al 10 giugno 2005 il programma è stato principalmente condotto da Cristina Parodi (sostituita da Marco Liorni nel 1997, da Rosa Teruzzi e dalla Corbi nel 2001), nel 2005 da Benedetta Corbi e da Giuseppe Brindisi e nel 2006 da Paola Perego.
Dal 23 settembre 2006 il programma, dopo essere passato in gestione alla testata giornalistica italiana Videonews, viene condotto da Silvia Toffanin ed è interamente incentrato su interviste a personaggi famosi e temi leggeri, quali spettacolo e gossip. Nel corso delle varie edizioni il programma prevedeva spesso rubriche e segmenti dedicati a temi specifici, come la moda, la bellezza e gli eventi di attualità.
Dal 23 settembre 2006 al 26 giugno 2021 il programma veniva trasmesso con un solo appuntamento settimanale al sabato pomeriggio, mentre dal 18 settembre 2021, oltre al consueto appuntamento del sabato, il programma viene trasmesso anche la domenica pomeriggio, nella medesima fascia oraria sempre con la conduzione di Silvia Toffanin, in sostituzione del precedente Domenica Live con la conduzione di Barbara D'Urso.

### Studi televisivi
| Studio televisivo                                              | Edizione | Edizione | Edizione | Edizione | Edizione | Edizione | Edizione | Edizione | Edizione | Edizione | Edizione | Edizione | Edizione | Edizione | Edizione | Edizione | Edizione | Edizione | Edizione | Edizione | Edizione | Edizione | Edizione | Edizione | Edizione | Edizione | Edizione | Edizione | Edizione | Totale |
| Studio televisivo                                              | 1ª       | 2ª       | 3ª       | 4ª       | 5ª       | 6ª       | 7ª       | 8ª       | 9ª       | 10ª      | 11ª      | 12ª      | 13ª      | 14ª      | 15ª      | 16ª      | 17ª      | 18ª      | 19ª      | 20ª      | 21ª      | 22ª      | 23ª      | 24ª      | 25ª      | 26ª      | 27ª      | 28ª      | 29ª      | Totale |
| -------------------------------------------------------------- | -------- | -------- | -------- | -------- | -------- | -------- | -------- | -------- | -------- | -------- | -------- | -------- | -------- | -------- | -------- | -------- | -------- | -------- | -------- | -------- | -------- | -------- | -------- | -------- | -------- | -------- | -------- | -------- | -------- | ------ |
| Studio 6 del Centro di produzione Mediaset di Cologno Monzese  |          |          |          |          |          |          |          |          |          |          |          |          |          |          |          |          |          |          |          |          |          |          |          |          |          |          |          |          |          | 14     |
| Studio 5 del Centro di produzione Mediaset di Cologno Monzese  |          |          |          |          |          |          |          |          |          |          |          |          |          |          |          |          |          |          |          |          |          |          |          |          |          |          |          |          |          | 6      |
| Studio 8 del Centro Titanus Elios, Roma                        |          |          |          |          |          |          |          |          |          |          |          |          |          |          |          |          |          |          |          |          |          |          |          |          |          |          |          |          |          | 4      |
| Studio 10 del Centro di produzione Mediaset di Cologno Monzese |          |          |          |          |          |          |          |          |          |          |          |          |          |          |          |          |          |          |          |          |          |          |          |          |          |          |          |          |          | 9      |

## Edizioni
| Edizione | Anno      | Titolo del programma                     | Conduzione      | Conduzione        | Periodo           | Periodo        | Puntate | Cast               | Cast              | Cast            | Cast            | Regia              | Regia              | Studio                                                         |
| Edizione | Anno      | Titolo del programma                     | Conduzione      | Conduzione        | Inizio            | Fine           | Puntate | Cast               | Cast              | Cast            | Cast            | Regia              | Regia              | Studio                                                         |
| -------- | --------- | ---------------------------------------- | --------------- | ----------------- | ----------------- | -------------- | ------- | ------------------ | ----------------- | --------------- | --------------- | ------------------ | ------------------ | -------------------------------------------------------------- |
| 1ª       | 1996-1997 | Verissimo - Tutti i colori della cronaca | Cristina Parodi | Cristina Parodi   | 16 settembre 1996 | 27 giugno 1997 | 195     | Enrico Papi        | Enrico Papi       | Marco Liorni    | Marco Liorni    | Gigi Botta         | Gigi Botta         | Studio 6 del Centro di produzione Mediaset di Cologno Monzese  |
| 2ª       | 1997-1998 | Verissimo - Tutti i colori della cronaca | Cristina Parodi | Cristina Parodi   | 15 settembre 1997 | 26 giugno 1998 | 195     | Non presente       | Non presente      | Non presente    | Non presente    | Duccio Forzano     | Maurizio Pagnussat | Studio 6 del Centro di produzione Mediaset di Cologno Monzese  |
| 3ª       | 1998-1999 | Verissimo - Tutti i colori della cronaca | Cristina Parodi | Cristina Parodi   | 16 settembre 1998 | 25 giugno 1999 | 195     | Non presente       | Non presente      | Non presente    | Non presente    | Maurizio Pagnussat | Maurizio Pagnussat | Studio 6 del Centro di produzione Mediaset di Cologno Monzese  |
| 4ª       | 1999-2000 | Verissimo - Tutti i colori della cronaca | Cristina Parodi | Cristina Parodi   | 13 settembre 1999 | 23 giugno 2000 | 195     | Non presente       | Non presente      | Non presente    | Non presente    | Maurizio Pagnussat | Maurizio Pagnussat | Studio 6 del Centro di produzione Mediaset di Cologno Monzese  |
| 5ª       | 2000-2001 | Verissimo - Tutti i colori della cronaca | Cristina Parodi | Cristina Parodi   | 11 settembre 2000 | 27 luglio 2001 | 225     | Non presente       | Non presente      | Non presente    | Non presente    | Maurizio Pagnussat | Maurizio Pagnussat | Studio 6 del Centro di produzione Mediaset di Cologno Monzese  |
| 6ª       | 2001-2002 | Verissimo - Tutti i colori della cronaca | Cristina Parodi | Cristina Parodi   | 10 settembre 2001 | 14 giugno 2002 | 195     | Non presente       | Non presente      | Non presente    | Non presente    | Maurizio Pagnussat | Maurizio Pagnussat | Studio 6 del Centro di produzione Mediaset di Cologno Monzese  |
| 7ª       | 2002-2003 | Verissimo - Tutti i colori della cronaca | Cristina Parodi | Cristina Parodi   | 23 settembre 2002 | 27 giugno 2003 | 185     | Non presente       | Non presente      | Non presente    | Non presente    | Ernesto Palazzolo  | Ernesto Palazzolo  | Studio 6 del Centro di produzione Mediaset di Cologno Monzese  |
| 8ª       | 2003-2004 | Verissimo - Tutti i colori della cronaca | Cristina Parodi | Cristina Parodi   | 22 settembre 2003 | 11 giugno 2004 | 180     | Non presente       | Non presente      | Non presente    | Non presente    | Ernesto Palazzolo  | Ernesto Palazzolo  | Studio 6 del Centro di produzione Mediaset di Cologno Monzese  |
| 9ª       | 2004-2005 | Verissimo - Tutti i colori della cronaca | Cristina Parodi | Cristina Parodi   | 13 settembre 2004 | 10 giugno 2005 | 190     | Silvia Toffanin    | Silvia Toffanin   | Silvia Toffanin | Silvia Toffanin | Ernesto Palazzolo  | Ernesto Palazzolo  | Studio 6 del Centro di produzione Mediaset di Cologno Monzese  |
| 10ª      | 2005-2006 | Verissimo - Tutti i colori della cronaca | Benedetta Corbi | Giuseppe Brindisi | 12 settembre 2005 | 2 giugno 2006  | 180     | Silvia Toffanin    | Silvia Toffanin   | Silvia Toffanin | Silvia Toffanin | Ernesto Palazzolo  | Ernesto Palazzolo  | Studio 6 del Centro di produzione Mediaset di Cologno Monzese  |
| 10ª      | 2005-2006 | Verissimo - Tutti i colori della cronaca | Paola Perego    |                   | 12 settembre 2005 | 2 giugno 2006  | 180     | Silvia Toffanin    | Silvia Toffanin   | Silvia Toffanin | Silvia Toffanin | Ernesto Palazzolo  | Ernesto Palazzolo  | Studio 6 del Centro di produzione Mediaset di Cologno Monzese  |
| 11ª      | 2006-2007 | Verissimo - Tutti i colori della cronaca | Silvia Toffanin | Silvia Toffanin   | 23 settembre 2006 | 26 maggio 2007 | 33      | Jonathan Kashanian | Alfonso Signorini | Non presente    | Non presente    | Roberta Bellini    | Roberta Bellini    | Studio 6 del Centro di produzione Mediaset di Cologno Monzese  |
| 12ª      | 2007-2008 | Verissimo - Tutti i colori della cronaca | Silvia Toffanin | Silvia Toffanin   | 22 settembre 2007 | 31 maggio 2008 | 34      | Jonathan Kashanian | Alfonso Signorini | Non presente    | Non presente    | Roberta Bellini    | Roberta Bellini    | Studio 6 del Centro di produzione Mediaset di Cologno Monzese  |
| 13ª      | 2008-2009 | Verissimo - Tutti i colori della cronaca | Silvia Toffanin | Silvia Toffanin   | 20 settembre 2008 | 30 maggio 2009 | 35      | Jonathan Kashanian | Alfonso Signorini | Alvin           | Carlo Rossella  | Roberta Bellini    | Roberta Bellini    | Studio 6 del Centro di produzione Mediaset di Cologno Monzese  |
| 14ª      | 2009-2010 | Verissimo - Tutti i colori della cronaca | Silvia Toffanin | Silvia Toffanin   | 19 settembre 2009 | 17 aprile 2010 | 29      | Jonathan Kashanian | Alfonso Signorini | Alvin           | Carlo Rossella  | Marco Beltrami     | Marco Beltrami     | Studio 6 del Centro di produzione Mediaset di Cologno Monzese  |
| 15ª      | 2010-2011 | Verissimo - Tutti i colori della cronaca | Silvia Toffanin | Silvia Toffanin   | 18 settembre 2010 | 14 maggio 2011 | 33      | Jonathan Kashanian | Alfonso Signorini | Alvin           | Carlo Rossella  | Marco Beltrami     | Marco Beltrami     | Studio 5 del Centro di produzione Mediaset di Cologno Monzese  |
| 16ª      | 2011-2012 | Verissimo                                | Silvia Toffanin | Silvia Toffanin   | 17 settembre 2011 | 28 aprile 2012 | 31      | Jonathan Kashanian | Alfonso Signorini | Alvin           | Daniele Bossari | Marco Beltrami     | Marco Beltrami     | Studio 5 del Centro di produzione Mediaset di Cologno Monzese  |
| 17ª      | 2012-2013 | Verissimo                                | Silvia Toffanin | Silvia Toffanin   | 22 settembre 2012 | 11 maggio 2013 | 31      | Jonathan Kashanian | Non presente      | Alvin           | Daniele Bossari | Marco Beltrami     | Marco Beltrami     | Studio 5 del Centro di produzione Mediaset di Cologno Monzese  |
| 18ª      | 2013-2014 | Verissimo                                | Silvia Toffanin | Silvia Toffanin   | 21 settembre 2013 | 24 maggio 2014 | 33      | Jonathan Kashanian | Non presente      | Alvin           | Non presente    | Marco Beltrami     | Marco Beltrami     | Studio 5 del Centro di produzione Mediaset di Cologno Monzese  |
| 19ª      | 2014-2015 | Verissimo                                | Silvia Toffanin | Silvia Toffanin   | 20 settembre 2014 | 16 maggio 2015 | 33      | Jonathan Kashanian | Non presente      | Alvin           | Non presente    | Marco Beltrami     | Marco Beltrami     | Studio 5 del Centro di produzione Mediaset di Cologno Monzese  |
| 20ª      | 2015-2016 | Verissimo                                | Silvia Toffanin | Silvia Toffanin   | 17 ottobre 2015   | 28 maggio 2016 | 30      | Jonathan Kashanian | Non presente      | Alvin           | Non presente    | Marco Beltrami     | Marco Beltrami     | Studio 5 del Centro di produzione Mediaset di Cologno Monzese  |
| 21ª      | 2016-2017 | Verissimo                                | Silvia Toffanin | Silvia Toffanin   | 17 settembre 2016 | 27 maggio 2017 | 35      | Non presente       | Non presente      | Non presente    | Non presente    | Marco Beltrami     | Marco Beltrami     | Studio 10 del Centro di produzione Mediaset di Cologno Monzese |
| 22ª      | 2017-2018 | Verissimo                                | Silvia Toffanin | Silvia Toffanin   | 16 settembre 2017 | 26 maggio 2018 | 36      | Non presente       | Non presente      | Non presente    | Non presente    | Marco Beltrami     | Marco Beltrami     | Studio 10 del Centro di produzione Mediaset di Cologno Monzese |
| 23ª      | 2018-2019 | Verissimo                                | Silvia Toffanin | Silvia Toffanin   | 15 settembre 2018 | 25 maggio 2019 | 35      | Non presente       | Non presente      | Non presente    | Non presente    | Marco Beltrami     | Marco Beltrami     | Studio 10 del Centro di produzione Mediaset di Cologno Monzese |
| 24ª      | 2019-2020 | Verissimo                                | Silvia Toffanin | Silvia Toffanin   | 14 settembre 2019 | 7 marzo 2020   | 23      | Non presente       | Non presente      | Non presente    | Non presente    | Marco Beltrami     | Marco Beltrami     | Studio 10 del Centro di produzione Mediaset di Cologno Monzese |
| 25ª      | 2020-2021 | Verissimo                                | Silvia Toffanin | Silvia Toffanin   | 12 settembre 2020 | 22 maggio 2021 | 36      | Non presente       | Non presente      | Non presente    | Non presente    | Marco Beltrami     | Marco Beltrami     | Studio 10 del Centro di produzione Mediaset di Cologno Monzese |
| 26ª      | 2021-2022 | Verissimo                                | Silvia Toffanin | Silvia Toffanin   | 18 settembre 2021 | 28 maggio 2022 | 62      | Non presente       | Non presente      | Non presente    | Non presente    | Marco Beltrami     | Marco Beltrami     | Studio 10 del Centro di produzione Mediaset di Cologno Monzese |
| 27ª      | 2022-2023 | Verissimo                                | Silvia Toffanin | Silvia Toffanin   | 17 settembre 2022 | 20 maggio 2023 | 65      | Non presente       | Non presente      | Non presente    | Non presente    | Marco Beltrami     | Marco Beltrami     | Studio 10 del Centro di produzione Mediaset di Cologno Monzese |
| 28ª      | 2023-2024 | Verissimo                                | Silvia Toffanin | Silvia Toffanin   | 9 settembre 2023  | 26 maggio 2024 | 72      | Non presente       | Non presente      | Non presente    | Non presente    | Marco Beltrami     | Marco Beltrami     | Studio 10 del Centro di produzione Mediaset di Cologno Monzese |
| 29ª      | 2024-2025 | Verissimo                                | Silvia Toffanin | Silvia Toffanin   | 7 settembre 2024  | 25 maggio 2025 | 70      | Non presente       | Non presente      | Non presente    | Non presente    | Marco Beltrami     | Marco Beltrami     | Studio 10 del Centro di produzione Mediaset di Cologno Monzese |

## Programmazione
| Edizione | Rete televisiva | Anno      | Stagione          | Orario                 | Durata         | Programmazione | Programmazione | Programmazione | Programmazione | Programmazione | Programmazione | Programmazione | Collocazione |
| Edizione | Rete televisiva | Anno      | Stagione          | Orario                 | Durata         | L              | M              | M              | G              | V              | S              | D              | Collocazione |
| -------- | --------------- | --------- | ----------------- | ---------------------- | -------------- | -------------- | -------------- | -------------- | -------------- | -------------- | -------------- | -------------- | ------------ |
| 1ª       | Canale 5        | 1996-1997 | estate-estate     | 18:00-18:45            | 45 min         |                |                |                |                |                |                |                | Day-time     |
| 2ª       | Canale 5        | 1997-1998 | estate-estate     | 17:50-18:45            | 55 min         |                |                |                |                |                |                |                | Day-time     |
| 3ª       | Canale 5        | 1998-1999 | estate-estate     | 17:50-18:45            | 55 min         |                |                |                |                |                |                |                | Day-time     |
| 4ª       | Canale 5        | 1999-2000 | estate-estate     | 17:50-18:45            | 55 min         |                |                |                |                |                |                |                | Day-time     |
| 5ª       | Canale 5        | 2000-2001 | estate-estate     | 17:50-18:45            | 55 min         |                |                |                |                |                |                |                | Day-time     |
| 6ª       | Canale 5        | 2001-2002 | estate-primavera  | 17:50-18:45            | 55 min         |                |                |                |                |                |                |                | Day-time     |
| 7ª       | Canale 5        | 2002-2003 | autunno-estate    | 17:00-18:45            | 105 min        |                |                |                |                |                |                |                | Day-time     |
| 8ª       | Canale 5        | 2003-2004 | autunno-primavera | 17:00-18:45            | 105 min        |                |                |                |                |                |                |                | Day-time     |
| 9ª       | Canale 5        | 2004-2005 | autunno-primavera | 17:00-18:45            | 105 min        |                |                |                |                |                |                |                | Day-time     |
| 10ª      | Canale 5        | 2005-2006 | estate-primavera  | 16:00-18:45            | 165 min        |                |                |                |                |                |                |                | Day-time     |
| 11ª      | Canale 5        | 2006-2007 | autunno-primavera | 15:30-18:45            | 195 min        |                |                |                |                |                |                |                | Day-time     |
| 12ª      | Canale 5        | 2007-2008 | estate-primavera  | 15:30-18:45            | 195 min        |                |                |                |                |                |                |                | Day-time     |
| 13ª      | Canale 5        | 2008-2009 | estate-primavera  | 15:30-18:45            | 195 min        |                |                |                |                |                |                |                | Day-time     |
| 14ª      | Canale 5        | 2009-2010 | estate-primavera  | 15:30-18:45            | 195 min        |                |                |                |                |                |                |                | Day-time     |
| 15ª      | Canale 5        | 2010-2011 | estate-primavera  | 15:30-18:45            | 195 min        |                |                |                |                |                |                |                | Day-time     |
| 16ª      | Canale 5        | 2011-2012 | estate-primavera  | 15:30-18:45            | 195 min        |                |                |                |                |                |                |                | Day-time     |
| 17ª      | Canale 5        | 2012-2013 | estate-primavera  | 15:30-18:4516:00-18:45 | 195 min165 min |                |                |                |                |                |                |                | Day-time     |
| 18ª      | Canale 5        | 2013-2014 | estate-primavera  | 16:00-18:45            | 165 min        |                |                |                |                |                |                |                | Day-time     |
| 19ª      | Canale 5        | 2014-2015 | estate-primavera  | 16:10-18:45            | 155 min        |                |                |                |                |                |                |                | Day-time     |
| 20ª      | Canale 5        | 2015-2016 | autunno-primavera | 16:30-18:45            | 135 min        |                |                |                |                |                |                |                | Day-time     |
| 21ª      | Canale 5        | 2016-2017 | estate-primavera  | 16:10-18:45            | 155 min        |                |                |                |                |                |                |                | Day-time     |
| 22ª      | Canale 5        | 2017-2018 | estate-primavera  | 16:10-18:45            | 155 min        |                |                |                |                |                |                |                | Day-time     |
| 23ª      | Canale 5        | 2018-2019 | estate-primavera  | 16:10-18:45            | 155 min        |                |                |                |                |                |                |                | Day-time     |
| 24ª      | Canale 5        | 2019-2020 | estate-inverno    | 16:00-18:45            | 165 min        |                |                |                |                |                |                |                | Day-time     |
| 25ª      | Canale 5        | 2020-2021 | estate-primavera  | 16:00-18:45            | 165 min        |                |                |                |                |                |                |                | Day-time     |
| 26ª      | Canale 5        | 2021-2022 | estate-primavera  | 16:30-18:45            | 135 min        |                |                |                |                |                |                |                | Day-time     |
| 27ª      | Canale 5        | 2022-2023 | estate-primavera  | 16:30-18:45            | 135 min        |                |                |                |                |                |                |                | Day-time     |
| 28ª      | Canale 5        | 2023-2024 | estate-primavera  | 16:30-18:45            | 135 min        |                |                |                |                |                |                |                | Day-time     |
| 29ª      | Canale 5        | 2024-2025 | estate-primavera  | 16:30-18:4516:00-18:45 | 135 min165 min |                |                |                |                |                |                |                | Day-time     |

## Spin-off
| Edizione originale | Anno      | Titolo                  | Conduzione         | Conduzione                  | Periodo           | Periodo          | Puntate | Studio                                                         |
| Edizione originale | Anno      | Titolo                  | Conduzione         | Conduzione                  | Inizio            | Fine             | Puntate | Studio                                                         |
| ------------------ | --------- | ----------------------- | ------------------ | --------------------------- | ----------------- | ---------------- | ------- | -------------------------------------------------------------- |
| 1ª                 | 1997      | Le storie di Verissimo  | Cristina Parodi    | Cristina Parodi             | 24 aprile 1997    | 12 giugno 1997   | 8       | Studio 6 del Centro di produzione Mediaset di Cologno Monzese  |
| 2ª                 | 1998      | Verissimo sul posto     | Marco Liorni       | Marco Liorni                | 5 gennaio 1998    | 26 giugno 1998   | 130     | In esterna                                                     |
| 2ª                 | 1998      | Le storie di Verissimo  | Cristina Parodi    | Cristina Parodi             | 20 gennaio 1998   | aprile 1998      | N.D.    | Studio 6 del Centro di produzione Mediaset di Cologno Monzese  |
| 4ª                 | 2000      | Le storie di Verissimo  | Cristina Parodi    | Cristina Parodi             | primavera 2000    | primavera 2000   | N.D.    | Studio 6 del Centro di produzione Mediaset di Cologno Monzese  |
| 5ª                 | 2001      | Verissimo vacanze       | Rosa Teruzzi       | Alberto Bilà                | 30 luglio 2001    | 7 settembre 2001 | 30      | Studio 6 del Centro di produzione Mediaset di Cologno Monzese  |
| 5ª                 | 2001      | Verissimo sport         | Antonella Delprino | Alberto Brandi              | estate 2001       | estate 2001      | N.D.    | Studio 6 del Centro di produzione Mediaset di Cologno Monzese  |
| 7ª                 | 2002-2003 | Verissimo mattina       | Cristina Parodi    | Vari conduttori a rotazione | 21 gennaio 2003   | 27 giugno 2003   | 92      | Studio 6 del Centro di produzione Mediaset di Cologno Monzese  |
| 8ª                 | 2003-2004 | Verissimo mattina       | Cristina Parodi    | Vari conduttori a rotazione | 23 settembre 2003 | 11 giugno 2004   | 144     | Studio 6 del Centro di produzione Mediaset di Cologno Monzese  |
| 8ª                 | 2003-2004 | Verissimo Magazine      | Rosa Teruzzi       | Rosa Teruzzi                | 29 settembre 2003 | 7 giugno 2004    | 37      | Studio 6 del Centro di produzione Mediaset di Cologno Monzese  |
| 9ª                 | 2004-2005 | La mattina di Verissimo | Cristina Parodi    | Cristina Parodi             | 21 settembre 2004 | 7 aprile 2005    | 104     | Studio 6 del Centro di produzione Mediaset di Cologno Monzese  |
| 9ª                 | 2004-2005 | Verissimo Magazine      | Rosa Teruzzi       | Rosa Teruzzi                | 20 settembre 2004 | 4 aprile 2005    | 25      | Studio 6 del Centro di produzione Mediaset di Cologno Monzese  |
| 14ª                | 2010      | Verissimo di primavera  | Alvin              | Alfonso Signorini           | 24 aprile 2010    | 29 maggio 2010   | 6       | Studio 6 del Centro di produzione Mediaset di Cologno Monzese  |
| 17ª                | 2013      | Verissimo Extra         | Silvia Toffanin    | Silvia Toffanin             | 18 maggio 2013    | 25 maggio 2013   | 2       | Studio 5 del Centro di produzione Mediaset di Cologno Monzese  |
| 24ª                | 2020      | Verissimo - Le storie   | Silvia Toffanin    | Silvia Toffanin             | 21 marzo 2020     | 27 giugno 2020   | 15      | Studio 10 del Centro di produzione Mediaset di Cologno Monzese |
| 25ª                | 2021      | Verissimo - Le storie   | Silvia Toffanin    | Silvia Toffanin             | 2 gennaio 2021    | 2 gennaio 2021   | 1       | Studio 10 del Centro di produzione Mediaset di Cologno Monzese |
| 25ª                | 2021      | Verissimo - Le storie   | Silvia Toffanin    | Silvia Toffanin             | 29 maggio 2021    | 26 giugno 2021   | 5       | Studio 10 del Centro di produzione Mediaset di Cologno Monzese |
| 26ª                | 2022      | Verissimo - Le storie   | Silvia Toffanin    | Silvia Toffanin             | 17 aprile 2022    | 25 giugno 2022   | 11      | Studio 10 del Centro di produzione Mediaset di Cologno Monzese |
| 27ª                | 2022      | Verissimo - Le storie   | Silvia Toffanin    | Silvia Toffanin             | 17 dicembre 2022  | 31 dicembre 2022 | 3       | Studio 10 del Centro di produzione Mediaset di Cologno Monzese |
| 27ª                | 2023      | Verissimo - Le storie   | Silvia Toffanin    | Silvia Toffanin             | 21 maggio 2023    | 11 giugno 2023   | 7       | Studio 10 del Centro di produzione Mediaset di Cologno Monzese |
| 28ª                | 2023-2024 | Verissimo - Le storie   | Silvia Toffanin    | Silvia Toffanin             | 24 dicembre 2023  | 6 gennaio 2024   | 4       | Studio 10 del Centro di produzione Mediaset di Cologno Monzese |
| 28ª                | 2024      | Verissimo - Le storie   | Silvia Toffanin    | Silvia Toffanin             | 1º giugno 2024    | 23 giugno 2024   | 8       | Studio 10 del Centro di produzione Mediaset di Cologno Monzese |
| 29ª                | 2024      | This Is Me              | Silvia Toffanin    | Silvia Toffanin             | 20 novembre 2024  | 4 dicembre 2024  | 3       | Studio 8 del Centro Titanus Elios, Roma                        |
| 29ª                | 2024-2025 | Verissimo - Le storie   | Silvia Toffanin    | Silvia Toffanin             | 28 dicembre 2024  | 5 gennaio 2025   | 4       | Studio 10 del Centro di produzione Mediaset di Cologno Monzese |
| 29ª                | 2025      | Verissimo - Le storie   | Silvia Toffanin    | Silvia Toffanin             | 19 aprile 2025    | 20 aprile 2025   | 2       | Studio 10 del Centro di produzione Mediaset di Cologno Monzese |
| 29ª                | 2025      | Verissimo - Le storie   | Silvia Toffanin    | Silvia Toffanin             | 31 maggio 2025    | 22 giugno 2025   | 8       | Studio 10 del Centro di produzione Mediaset di Cologno Monzese |

## Puntate speciali
| Puntata | Anno | Conduzione       | Conduzione      | Titolo                                                                        | Messa in onda     | Argomenti della puntata                                                                           | Orario      | Programmazione                                                 | Programmazione | Programmazione | Programmazione | Programmazione | Programmazione | Programmazione | Collocazione | Studio                                                        | Ascolti        | Ascolti     | Ascolti        | Ascolti       | Ascolti |
| Puntata | Anno | Conduzione       | Conduzione      | Titolo                                                                        | Messa in onda     | Argomenti della puntata                                                                           | Orario      | Programmazione                                                 | Programmazione | Programmazione | Programmazione | Programmazione | Programmazione | Programmazione | Collocazione | Studio                                                        | Prima parte    | Prima parte | Seconda parte  | Seconda parte | Fonte   |
| Puntata | Anno | Conduzione       | Conduzione      | Titolo                                                                        | Messa in onda     | Argomenti della puntata                                                                           | Orario      | L                                                              | M              | M              | G              | V              | S              | D              | Collocazione | Studio                                                        | Telespettatori | Share       | Telespettatori | Share         | Fonte   |
| ------- | ---- | ---------------- | --------------- | ----------------------------------------------------------------------------- | ----------------- | ------------------------------------------------------------------------------------------------- | ----------- | -------------------------------------------------------------- | -------------- | -------------- | -------------- | -------------- | -------------- | -------------- | ------------ | ------------------------------------------------------------- | -------------- | ----------- | -------------- | ------------- | ------- |
| 1       | 1998 | Cristina Parodi  | Cristina Parodi | Speciale Verissimo: Di Caprio - I Love You                                    | 6 maggio 1998     | Omaggio a Leonardo DiCaprio, attore protagonista del film evento Titanic                          | 21:00-23:15 |                                                                |                |                |                |                |                |                | Prima serata | Studio 6 del Centro di produzione Mediaset di Cologno Monzese | N.D.           | N.D.        | N.D.           | N.D.          | N.D.    |
| 2       | 2001 | Cesara Buonamici | Carlo Rossella  | Verissimo - Speciale Carlo e Diana vent'anni dopo                             | 29 luglio 2001    | Ventesimo anniversario del matrimonio del principe Carlo e di lady Diana Spencer                  | 18:00-20:00 |                                                                |                | Day-time       |                |                |                |                |              | Studio 6 del Centro di produzione Mediaset di Cologno Monzese | N.D.           | N.D.        | N.D.           | N.D.          | N.D.    |
| 3       | 2010 | Silvia Toffanin  | Silvia Toffanin | Verissimo di Pasqua                                                           | 3 aprile 2010     | Puntata di Pasqua                                                                                 | 15:30-18:45 |                                                                |                | Day-time       |                |                |                |                |              | Studio 6 del Centro di produzione Mediaset di Cologno Monzese | N.D.           | N.D.        | N.D.           | N.D.          | N.D.    |
| 4       | 2011 | Silvia Toffanin  | Silvia Toffanin | Verissimo - Speciale Royal Wedding                                            | 30 aprile 2011    | Matrimonio del principe William e Catherine Middleton e beatificazione del Papa Giovanni Paolo II | 15:30-18:45 | Studio 5 del Centro di produzione Mediaset di Cologno Monzese  | 2 470 000      | Day-time       | 19,70%         | 2 305 000      | 19,07%         | [ 13 ]         |              |                                                               |                |             |                |               |         |
| 5       | 2013 | Silvia Toffanin  | Silvia Toffanin | Verissimo - Il matrimonio di Belén                                            | 21 settembre 2013 | Matrimonio di Belén Rodríguez e Stefano De Martino                                                | 15:30-18:45 | Studio 5 del Centro di produzione Mediaset di Cologno Monzese  | 2 413 000      | Day-time       | 24,55%         | N.D.           | N.D.           | [ 14 ]         |              |                                                               |                |             |                |               |         |
| 6       | 2014 | Silvia Toffanin  | Silvia Toffanin | Verissimissimissimo                                                           | 24 maggio 2014    | Festeggiamenti di fine edizione                                                                   | 16:00-18:45 | Studio 5 del Centro di produzione Mediaset di Cologno Monzese  | 1 818 000      | Day-time       | 16,25%         | 1 356 000      | 14,23%         | [ 15 ]         |              |                                                               |                |             |                |               |         |
| 7       | 2014 | Silvia Toffanin  | Silvia Toffanin | Verissimo presenta: Tutti sposi                                               | 20 settembre 2014 | Neo sposi                                                                                         | 16:10-18:45 | Studio 5 del Centro di produzione Mediaset di Cologno Monzese  | 2 204 000      | Day-time       | 20,63%         | 1 730 000      | 15,66%         | [ 16 ]         |              |                                                               |                |             |                |               |         |
| 8       | 2014 | Silvia Toffanin  | Silvia Toffanin | Verissimo - Speciale Il segreto                                               | 20 dicembre 2014  | I protagonisti della soap opera Il segreto                                                        | 16:10-18:45 | Studio 5 del Centro di produzione Mediaset di Cologno Monzese  | 2 854 000      | Day-time       | 22,50%         | 2 628 000      | 27,46%         | [ 17 ]         |              |                                                               |                |             |                |               |         |
| 9       | 2016 | Silvia Toffanin  | Silvia Toffanin | Verissimo di Pasqua                                                           | 26 marzo 2016     | Puntata di Pasqua                                                                                 | 16:30-18:45 | Studio 5 del Centro di produzione Mediaset di Cologno Monzese  | 2 272 000      | Day-time       | 20,13%         | 2 081 000      | 16,50%         | [ 18 ]         |              |                                                               |                |             |                |               |         |
| 10      | 2016 | Silvia Toffanin  | Silvia Toffanin | Verissimo - Gran finale                                                       | 28 maggio 2016    | Festeggiamenti di fine edizione                                                                   | 16:30-18:45 | Studio 5 del Centro di produzione Mediaset di Cologno Monzese  | 2 487 000      | Day-time       | 18,66%         | 1 693 000      | 16,15%         | [ 19 ]         |              |                                                               |                |             |                |               |         |
| 11      | 2016 | Silvia Toffanin  | Silvia Toffanin | Verissimo - Speciale Amici                                                    | 7 maggio 2016     | I protagonisti della finale della quindicesima edizione di Amici di Maria De Filippi              | 15:30-18:45 | Studio 8 del Centro Titanus Elios, Roma                        | 2 434 000      | Day-time       | 21,51%         | 1 706 000      | 16,77%         | [ 20 ]         |              |                                                               |                |             |                |               |         |
| 12      | 2017 | Silvia Toffanin  | Silvia Toffanin | Verissimo - Speciale Amici                                                    | 13 maggio 2017    | I protagonisti della finale della sedicesima edizione di Amici di Maria De Filippi                | 16:10-18:45 | Studio 8 del Centro Titanus Elios, Roma                        | 1 996 000      | Day-time       | 18,85%         | 1 572 000      | 17,01%         | [ 21 ]         |              |                                                               |                |             |                |               |         |
| 13      | 2018 | Silvia Toffanin  | Silvia Toffanin | Verissimo - Speciale Befana                                                   | 6 gennaio 2018    | Puntata dell'Epifania                                                                             | 16:10-18:45 | Studio 10 del Centro di produzione Mediaset di Cologno Monzese | 2 058 000      | Day-time       | 13,60%         | 2 110 000      | 13,00%         | [ 22 ]         |              |                                                               |                |             |                |               |         |
| 14      | 2018 | Silvia Toffanin  | Silvia Toffanin | Verissimo - Speciale Amici                                                    | 12 maggio 2018    | I protagonisti della finale della diciassettesima edizione di Amici di Maria De Filippi           | 16:10-18:45 | Studio 8 del Centro Titanus Elios, Roma                        | 2 042 000      | Day-time       | 16,72%         | 1 844 000      | 16,70%         | [ 23 ]         |              |                                                               |                |             |                |               |         |
| 15      | 2018 | Silvia Toffanin  | Silvia Toffanin | Verissimo - Harry e Meghan il matrimonio reale                                | 19 maggio 2018    | Matrimonio del principe Harry e Meghan Markle                                                     | 12:15-14:40 | Studio 10 del Centro di produzione Mediaset di Cologno Monzese | 2 004 000      | Day-time       | 19,34%         | 4 254 000      | 24,38%         | [ 24 ]         |              |                                                               |                |             |                |               |         |
| 16      | 2018 | Silvia Toffanin  | Silvia Toffanin | Verissimo - Speciale Natale                                                   | 22 dicembre 2018  | Puntata natalizia                                                                                 | 16:10-18:45 | Studio 10 del Centro di produzione Mediaset di Cologno Monzese | 1 811 000      | Day-time       | 14,20%         | 2 059 000      | 15,10%         | [ 25 ]         |              |                                                               |                |             |                |               |         |
| 17      | 2019 | Silvia Toffanin  | Silvia Toffanin | Verissimo - Speciale Amici                                                    | 18 maggio 2019    | I protagonisti della finale della diciottesima edizione di Amici di Maria De Filippi              | 15:40-18:45 | Studio 8 del Centro Titanus Elios, Roma                        | 2 646 000      | Day-time       | 19,80%         | N.D.           | N.D.           | [ 26 ]         |              |                                                               |                |             |                |               |         |
| 18      | 2019 | Silvia Toffanin  | Silvia Toffanin | Verissimo - Speciale Natale                                                   | 21 dicembre 2019  | Puntata natalizia                                                                                 | 16:00-18:45 | Studio 10 del Centro di produzione Mediaset di Cologno Monzese | 2 330 000      | Day-time       | 18,90%         | 2 267 000      | 16,30%         | [ 27 ]         |              |                                                               |                |             |                |               |         |
| 19      | 2020 | Silvia Toffanin  | Silvia Toffanin | Verissimo - Per le donne                                                      | 21 novembre 2020  | Storie di donne vittime di violenza                                                               | 16:00-18:45 | Studio 10 del Centro di produzione Mediaset di Cologno Monzese | 2 975 000      | Day-time       | 18,80%         | 2 878 000      | 15,80%         | [ 28 ]         |              |                                                               |                |             |                |               |         |
| 20      | 2020 | Silvia Toffanin  | Silvia Toffanin | Verissimo - Merry Xmas                                                        | 26 dicembre 2020  | Puntata natalizia                                                                                 | 15:00-18:45 | Studio 10 del Centro di produzione Mediaset di Cologno Monzese | 2 379 000      | Day-time       | 14,00%         | 2 413 000      | 12,50%         | [ 29 ]         |              |                                                               |                |             |                |               |         |
| 21      | 2022 | Silvia Toffanin  | Silvia Toffanin | Verissimo - The Queen: Addio alla regina                                      | 19 settembre 2022 | Funerali della Regina Elisabetta II                                                               | 11:00-14:40 | Studio 10 del Centro di produzione Mediaset di Cologno Monzese |                | Day-time       |                | 2 287 000      | 21,51%         | N.D.           | N.D.         | [ 30 ]                                                        |                |             |                |               |         |
| 22      | 2022 | Silvia Toffanin  | Silvia Toffanin | Verissimo - Io sono Tiziano                                                   | 13 novembre 2022  | Vent'anni di carriera di Tiziano Ferro                                                            | 16:30-18:45 | Studio 10 del Centro di produzione Mediaset di Cologno Monzese |                | Day-time       |                | 2 579 000      | 21,40%         | 2 442 000      | 17,50%       | [ 31 ]                                                        |                |             |                |               |         |
| 23      | 2023 | Silvia Toffanin  | Silvia Toffanin | Verissimo presenta: Ciao Maurizio                                             | 26 febbraio 2023  | Scomparsa di Maurizio Costanzo                                                                    | 16:30-18:45 | Studio 10 del Centro di produzione Mediaset di Cologno Monzese | 2 818 000      | Day-time       | 21,10%         | 2 698 000      | 18,80%         | [ 32 ]         |              |                                                               |                |             |                |               |         |
| 24      | 2023 | Silvia Toffanin  | Silvia Toffanin | Verissimo in collaborazione con il TG5 presenta: Ciao Maurizio                | 27 febbraio 2023  | Funerali di Maurizio Costanzo                                                                     | 14:00-16:40 | Studio 10 del Centro di produzione Mediaset di Cologno Monzese |                | Day-time       |                | 3 933 000      | 32,30%         | 4 318 000      | 35,50%       | [ 33 ]                                                        |                |             |                |               |         |
| 25      | 2023 | Silvia Toffanin  | Silvia Toffanin | Verissimo in collaborazione con il TG5 presenta: L'incoronazione di Carlo III | 6 maggio 2023     | Incoronazione di re Carlo III e della regina Camilla                                              | 10:45-15:50 | Studio 10 del Centro di produzione Mediaset di Cologno Monzese |                | Day-time       |                | 2 503 000      | 23,20%         | 2 779 000      | 22,20%       | [ 34 ]                                                        |                |             |                |               |         |
| 26      | 2023 | Silvia Toffanin  | Silvia Toffanin | Verissimo - Speciale Amici                                                    | 20 maggio 2023    | I protagonisti della finale della ventiduesima edizione di Amici di Maria De Filippi              | 15:30-18:45 | Studio 10 del Centro di produzione Mediaset di Cologno Monzese | 2 161 000      | Day-time       | 18,60%         | 2 254 000      | 20,20%         | [ 35 ]         |              |                                                               |                |             |                |               |         |
| 26      | 2023 | Silvia Toffanin  | Silvia Toffanin | Verissimo - Speciale Amici                                                    | 20 maggio 2023    | I protagonisti della finale della ventiduesima edizione di Amici di Maria De Filippi              | 15:30-18:45 | Studio 10 del Centro di produzione Mediaset di Cologno Monzese | 2 161 000      | Day-time       | 18,60%         | 2 154 000      | 18,60%         | [ 35 ]         |              |                                                               |                |             |                |               |         |
| 27      | 2023 | Silvia Toffanin  | Silvia Toffanin | Verissimo presenta: 35 anni di Striscia la notizia                            | 11 novembre 2023  | Festeggiamenti dei 35 anni dalla nascita del telegiornale satirico Striscia la notizia            | 16:30-18:45 | Studio 10 del Centro di produzione Mediaset di Cologno Monzese | 2 282 000      | Day-time       | 23,40%         | 2 078 000      | 17,90%         | [ 36 ]         |              |                                                               |                |             |                |               |         |
| 28      | 2023 | Silvia Toffanin  | Silvia Toffanin | Verissimo - Le storie di Terra amara                                          | 24 dicembre 2023  | I protagonisti della serie televisiva Terra amara                                                 | 16:30-18:45 | Studio 10 del Centro di produzione Mediaset di Cologno Monzese |                | Day-time       |                | 1 962 000      | 17,30%         | 1 798 000      | 14,30%       | [ 37 ]                                                        |                |             |                |               |         |
| 29      | 2024 | Silvia Toffanin  | Silvia Toffanin | Verissimo - Speciale Grande Fratello                                          | 31 marzo 2024     | I protagonisti della finale della diciassettesima edizione del Grande Fratello                    | 16:30-18:45 | Studio 10 del Centro di produzione Mediaset di Cologno Monzese | 1 740 000      | Day-time       | 18,80%         | 1 666 000      | 15,90%         | [ 38 ]         |              |                                                               |                |             |                |               |         |
| 30      | 2024 | Silvia Toffanin  | Silvia Toffanin | Verissimo - Speciale Amici                                                    | 26 maggio 2024    | I protagonisti della finale della ventitreesima edizione di Amici di Maria De Filippi             | 16:30-18:45 | Studio 10 del Centro di produzione Mediaset di Cologno Monzese | 1 771 000      | Day-time       | 16,97%         | 1 549 000      | 14,74%         | [ 39 ]         |              |                                                               |                |             |                |               |         |
| 31      | 2025 | Silvia Toffanin  | Silvia Toffanin | Verissimo - Speciale Amici                                                    | 25 maggio 2025    | I protagonisti della finale della ventiquattresima edizione di Amici di Maria De Filippi          | 16:30-18:45 | Studio 10 del Centro di produzione Mediaset di Cologno Monzese | 1 681 000      | Day-time       | 17,00%         | 1 549 000      | 15,80%         | [ 40 ]         |              |                                                               |                |             |                |               |         |

## Riconoscimenti
- Telegatto
  - 2001: Premio come Miglior programma di attualità e informazione
  - 2002: Premio come Miglior programma di informazione e cultura